# Hypolimnas illuminata
Hypolimnas illuminata är en fjärilsart som beskrevs av Hans Fruhstorfer 1912. Hypolimnas illuminata ingår i släktet Hypolimnas och familjen praktfjärilar. Inga underarter finns listade i Catalogue of Life.